# 生日蛋糕

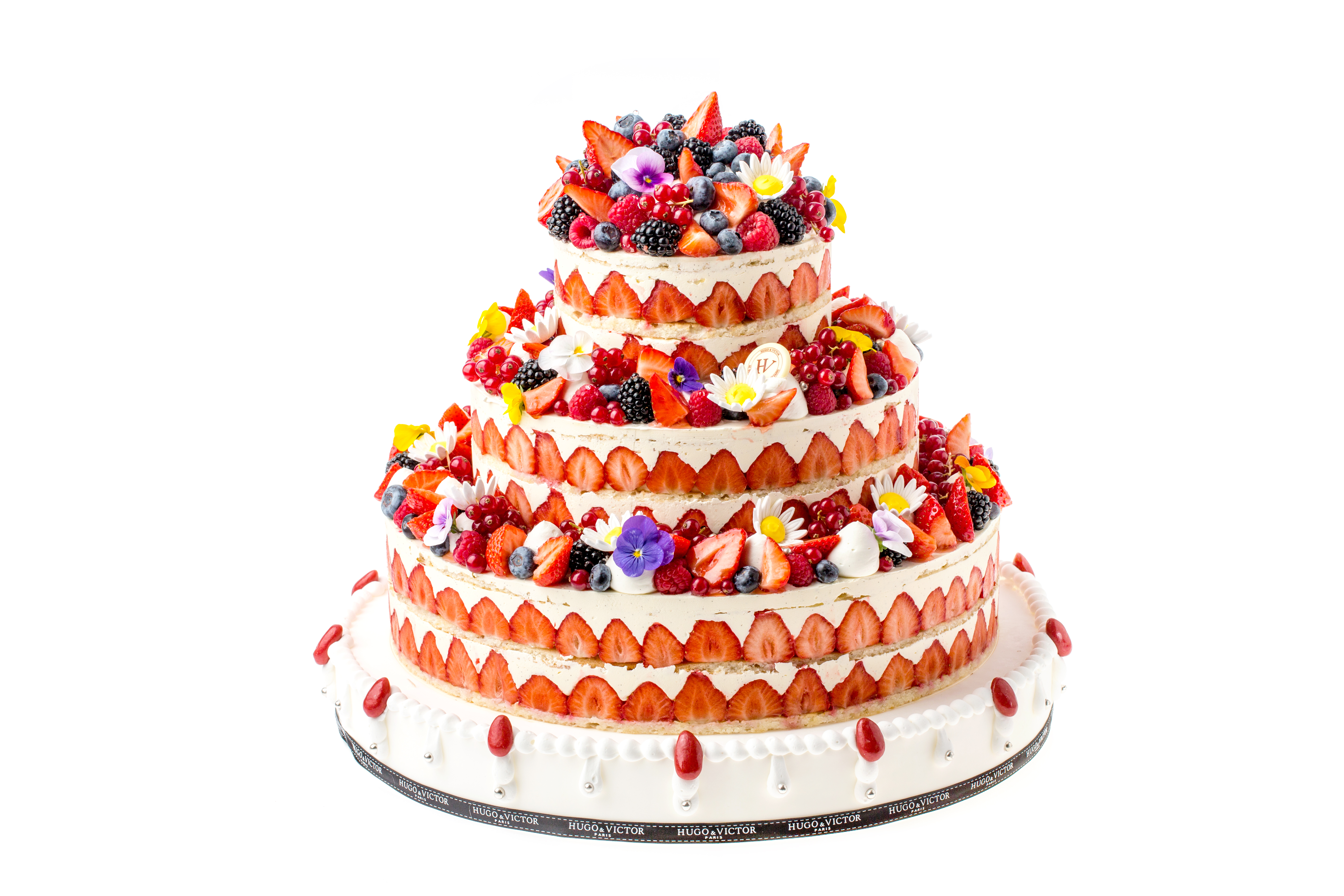
一個雜錦生果生日蛋糕

生日蛋糕為一種常見的蛋糕。常見的生日蛋糕為黑森林蛋糕、巧克力蛋糕等，用於慶祝生日。中國某些地區傳統上會用壽桃慶祝生日。

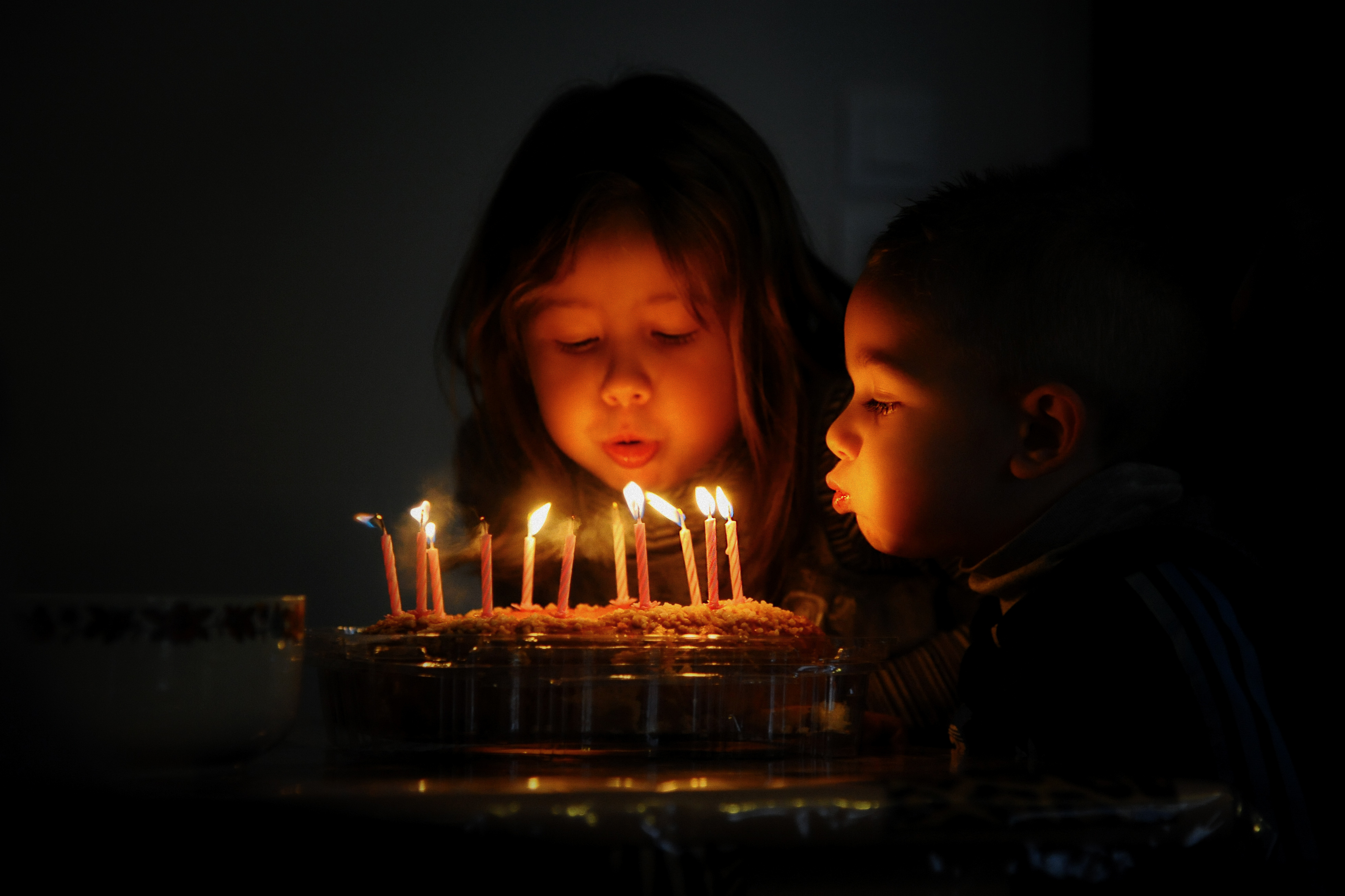
亮起蠟燭生日蛋糕

## 生日蛋糕圖集

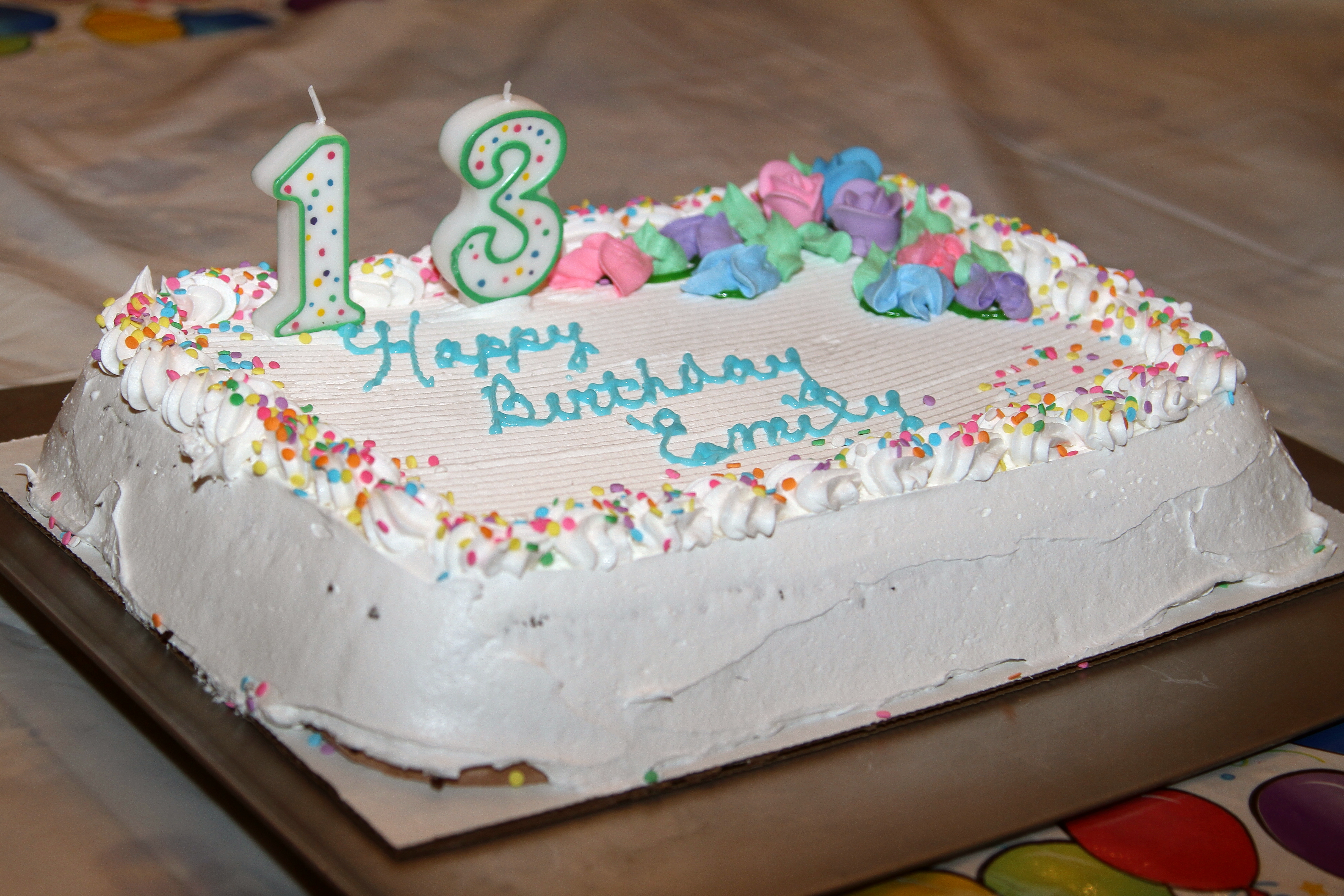
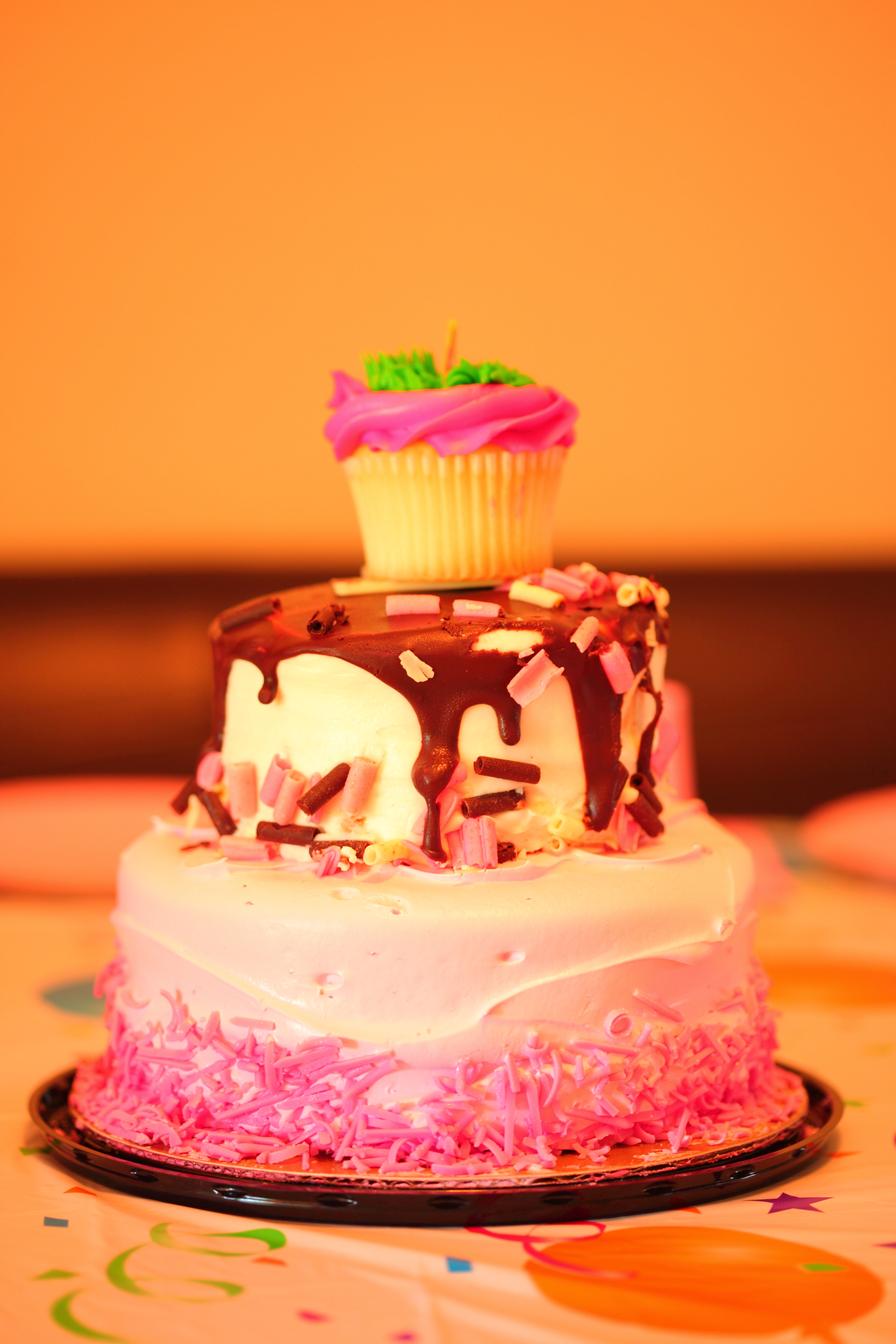
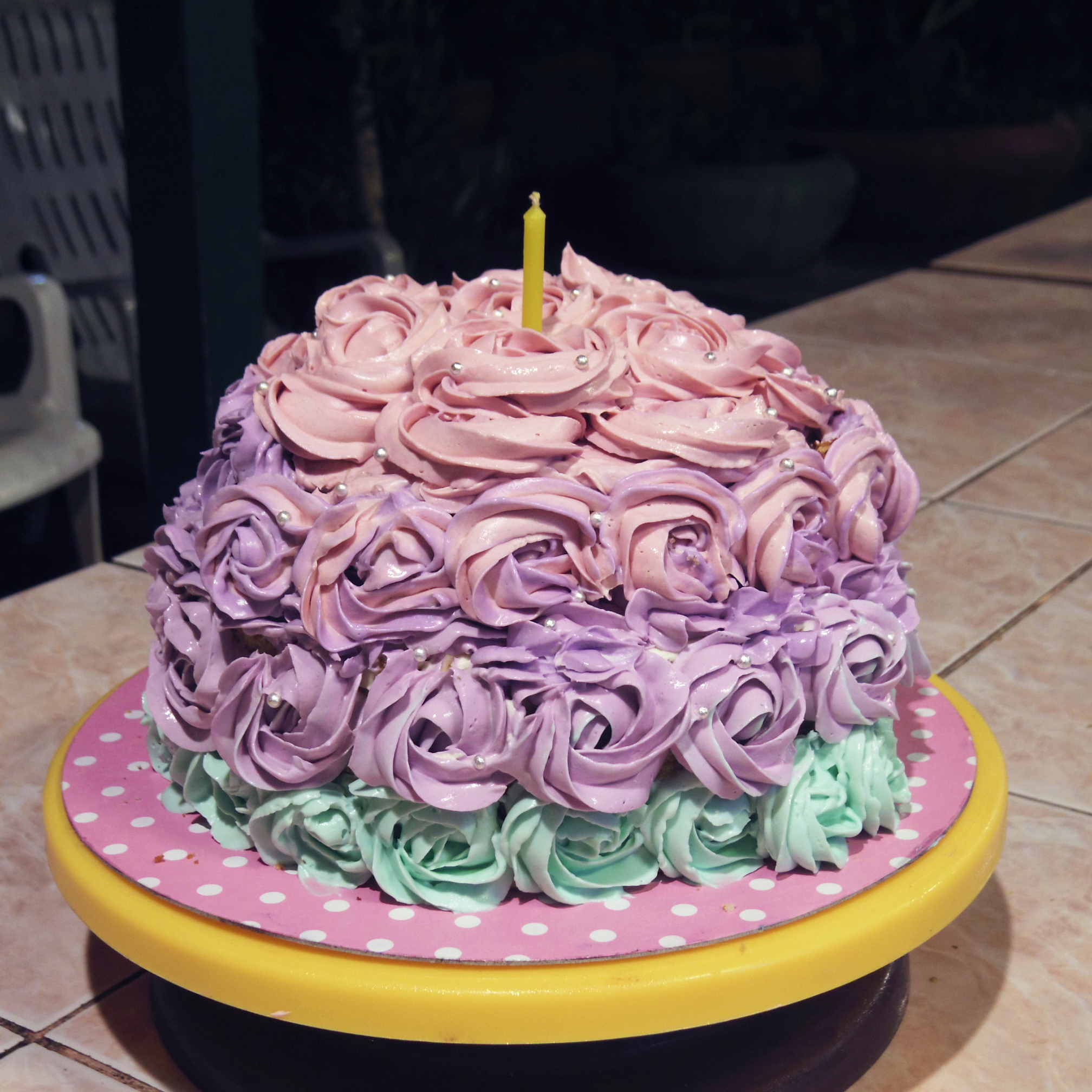
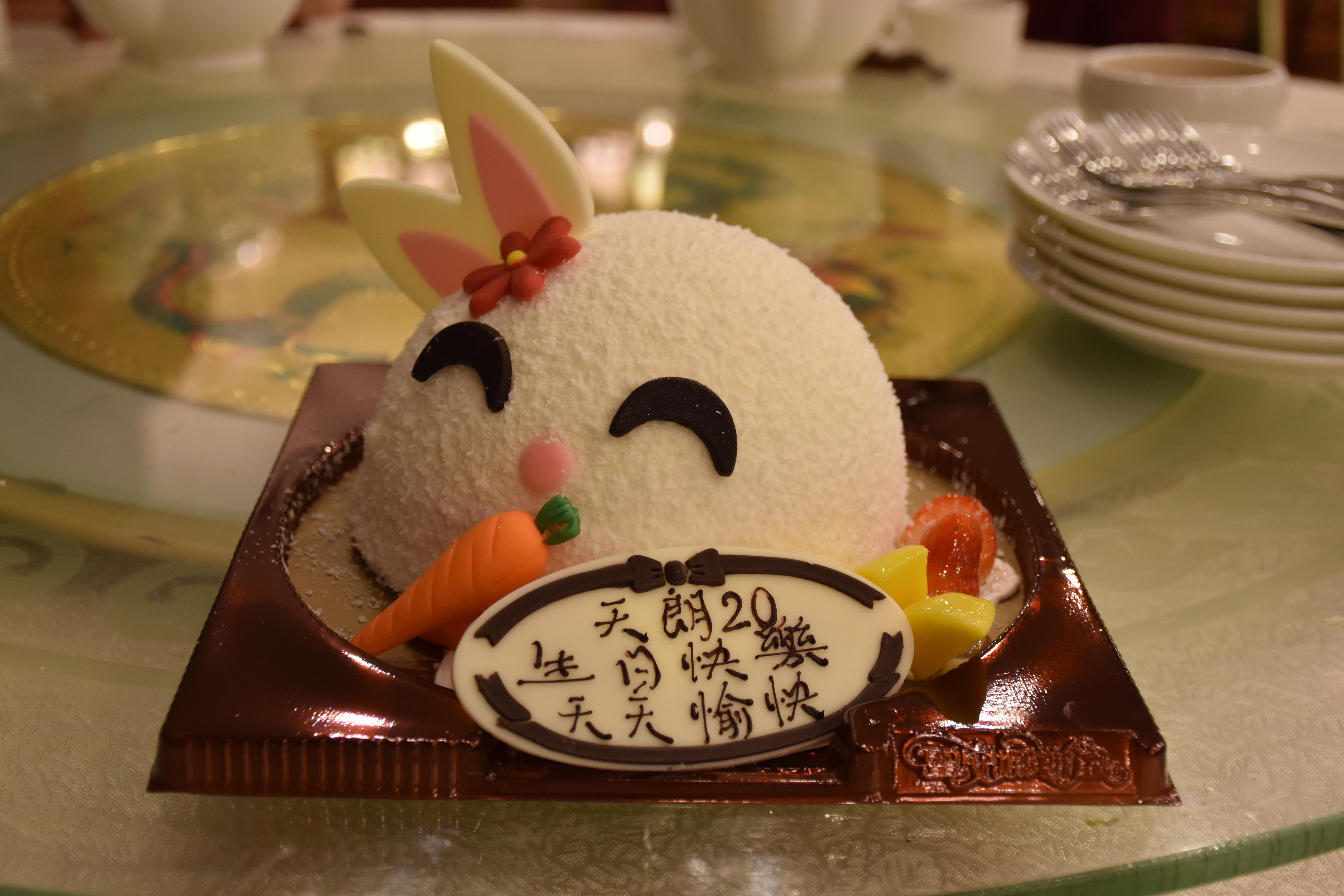
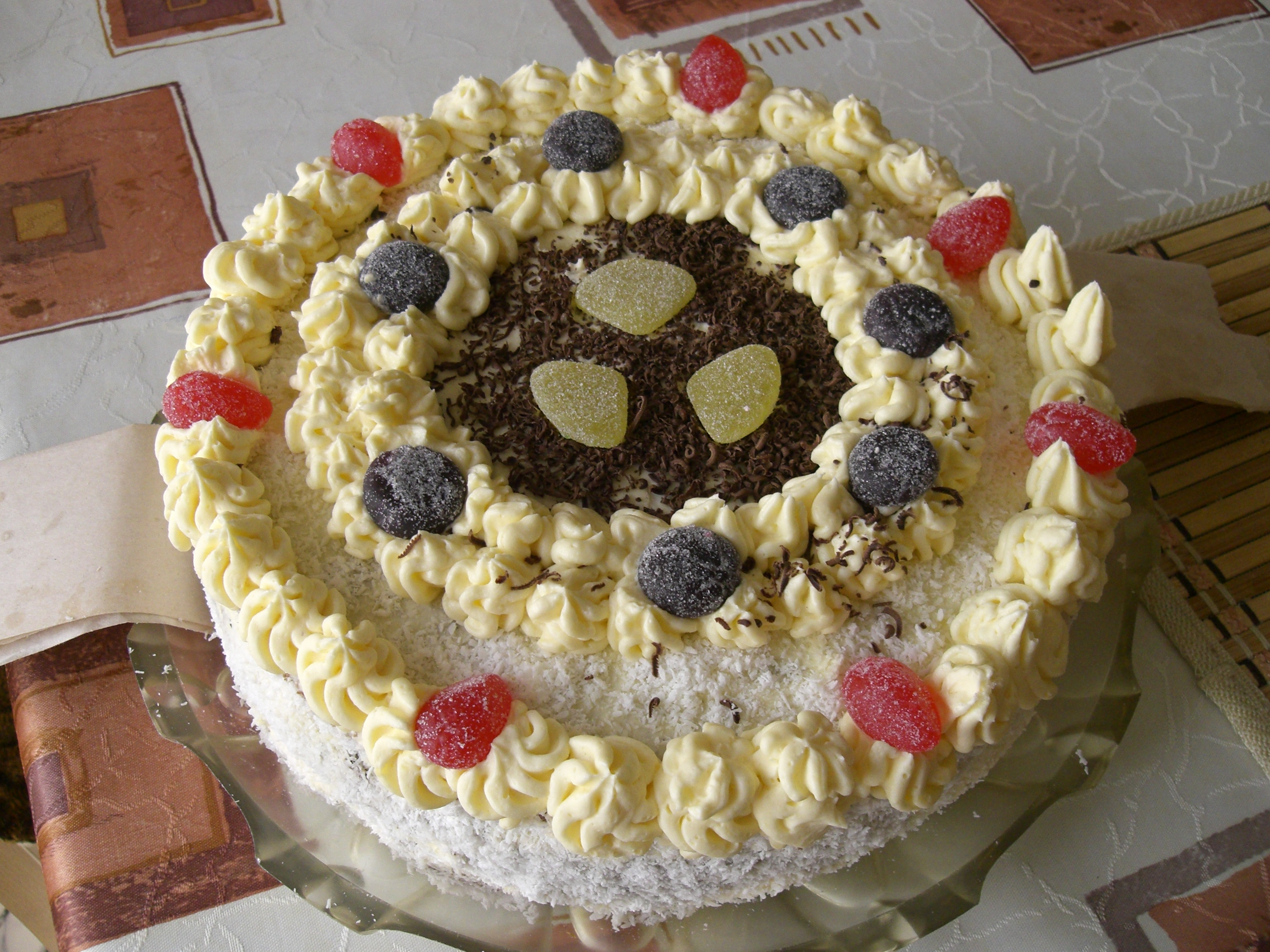
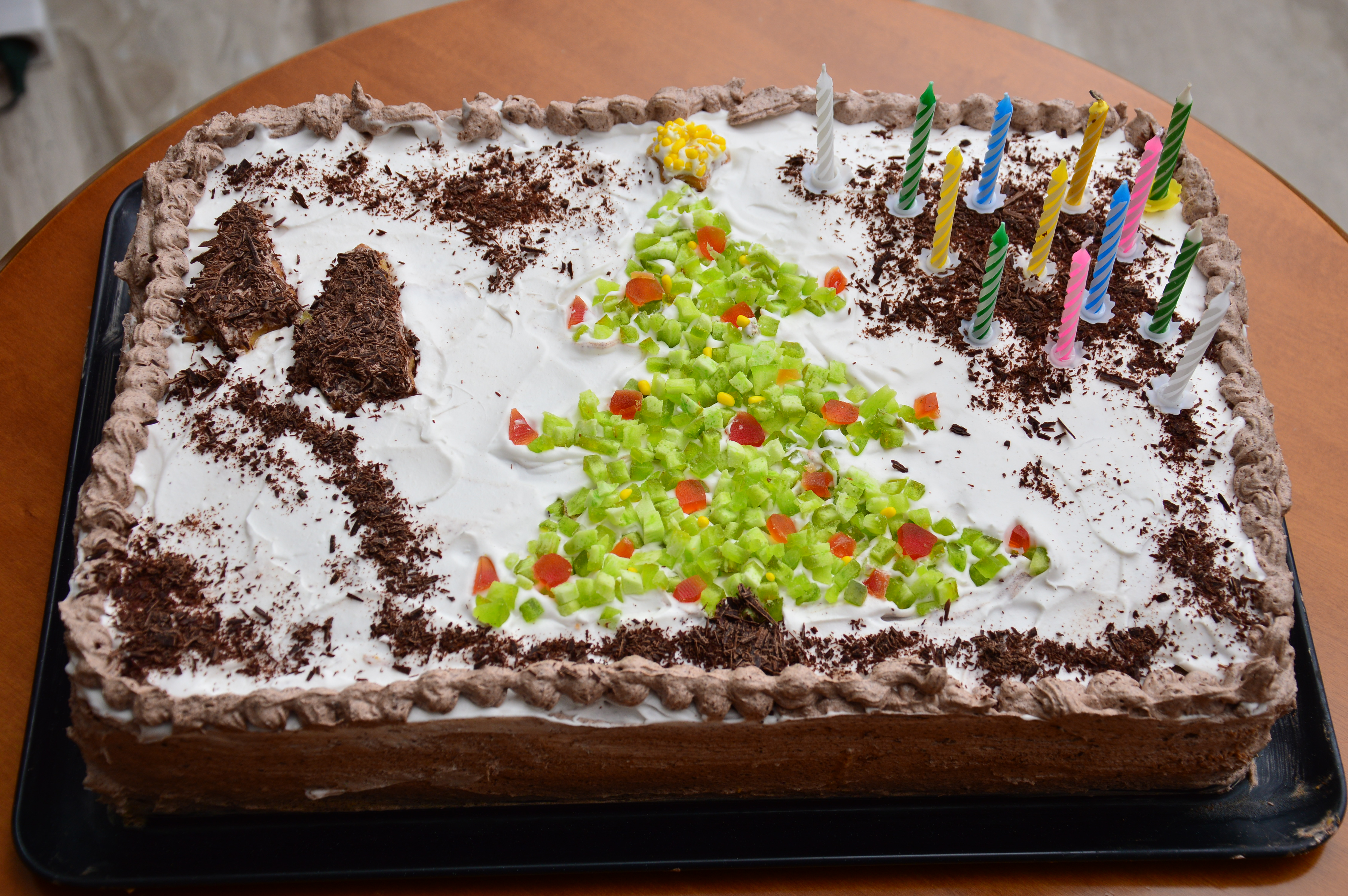
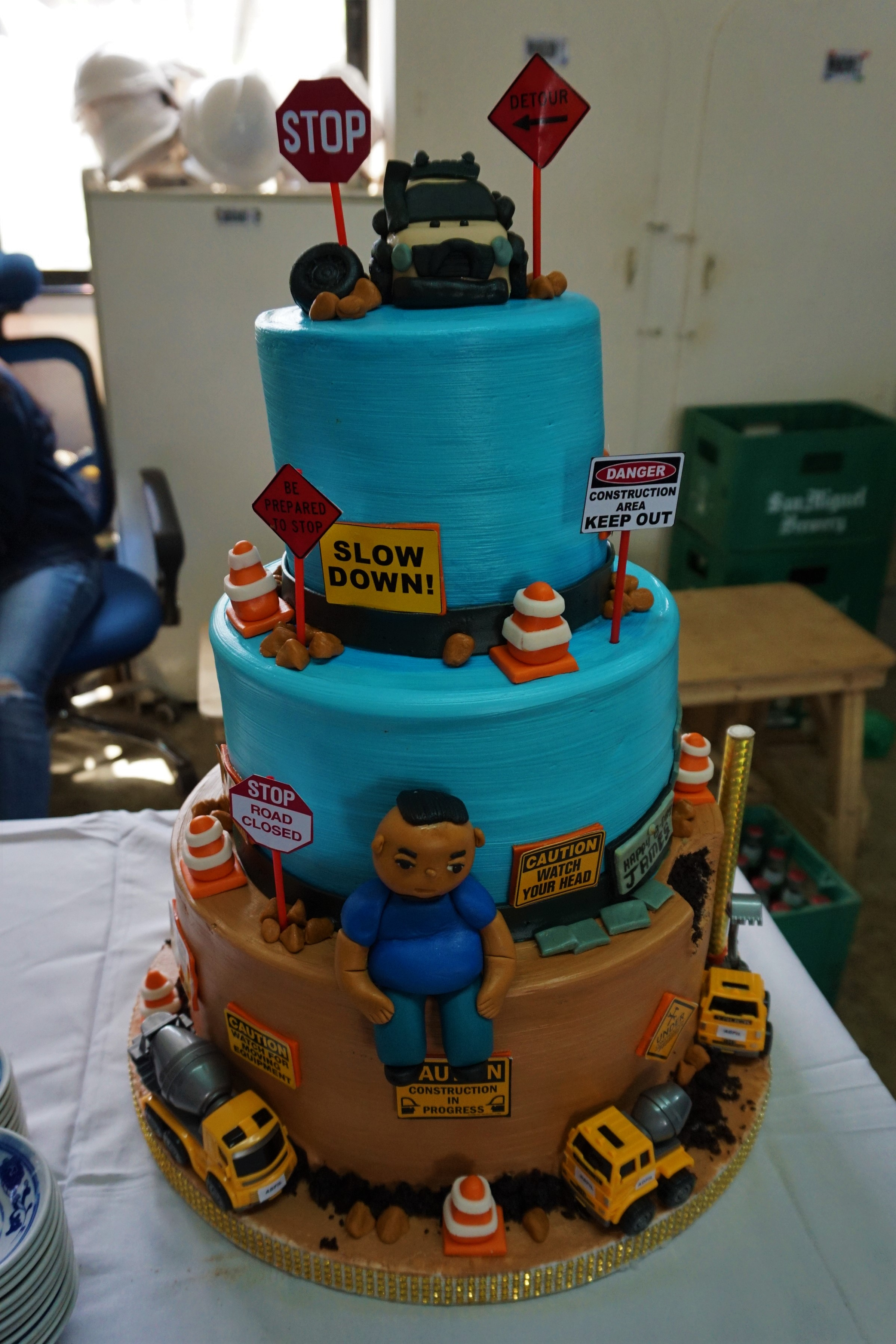
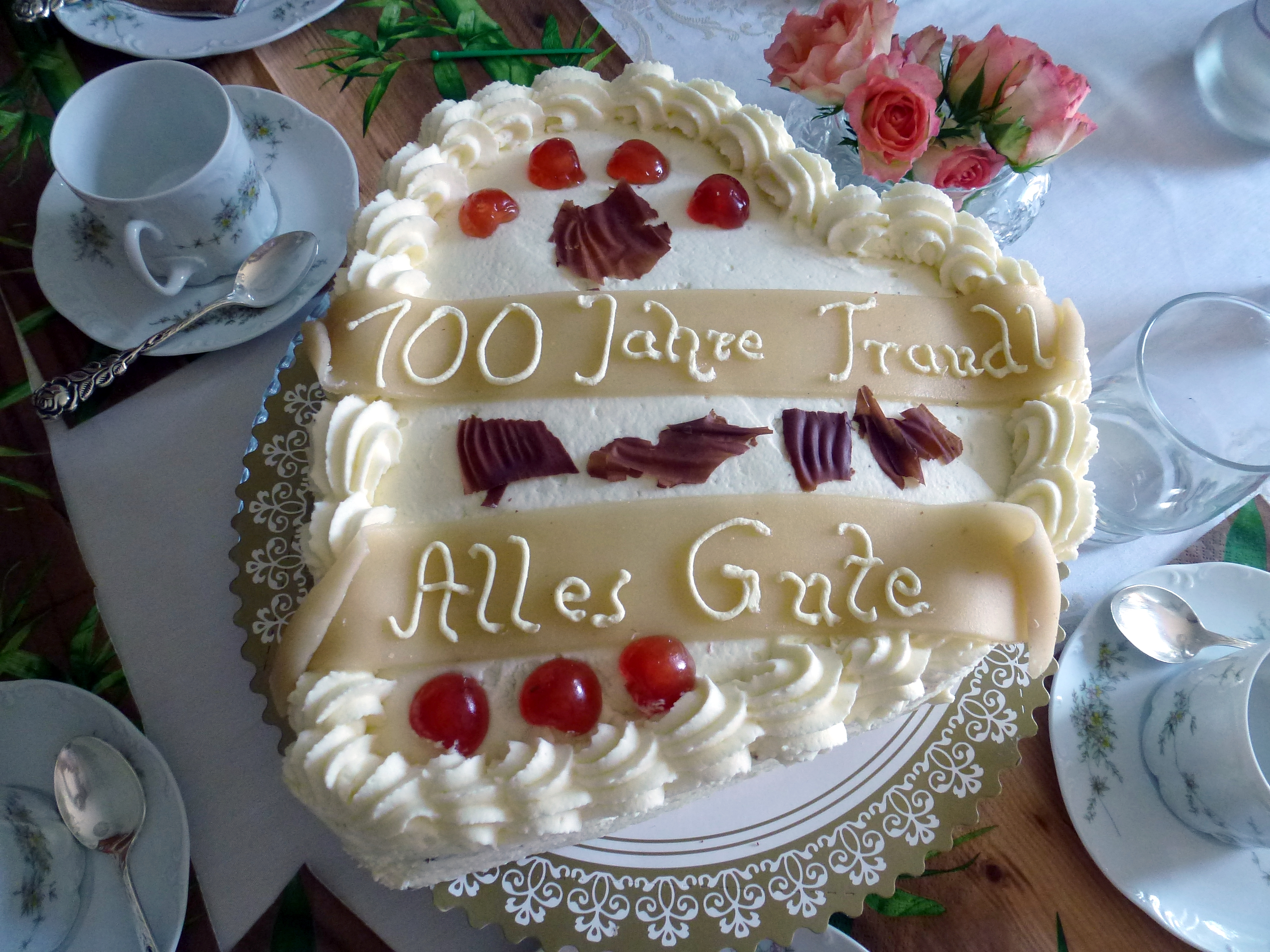
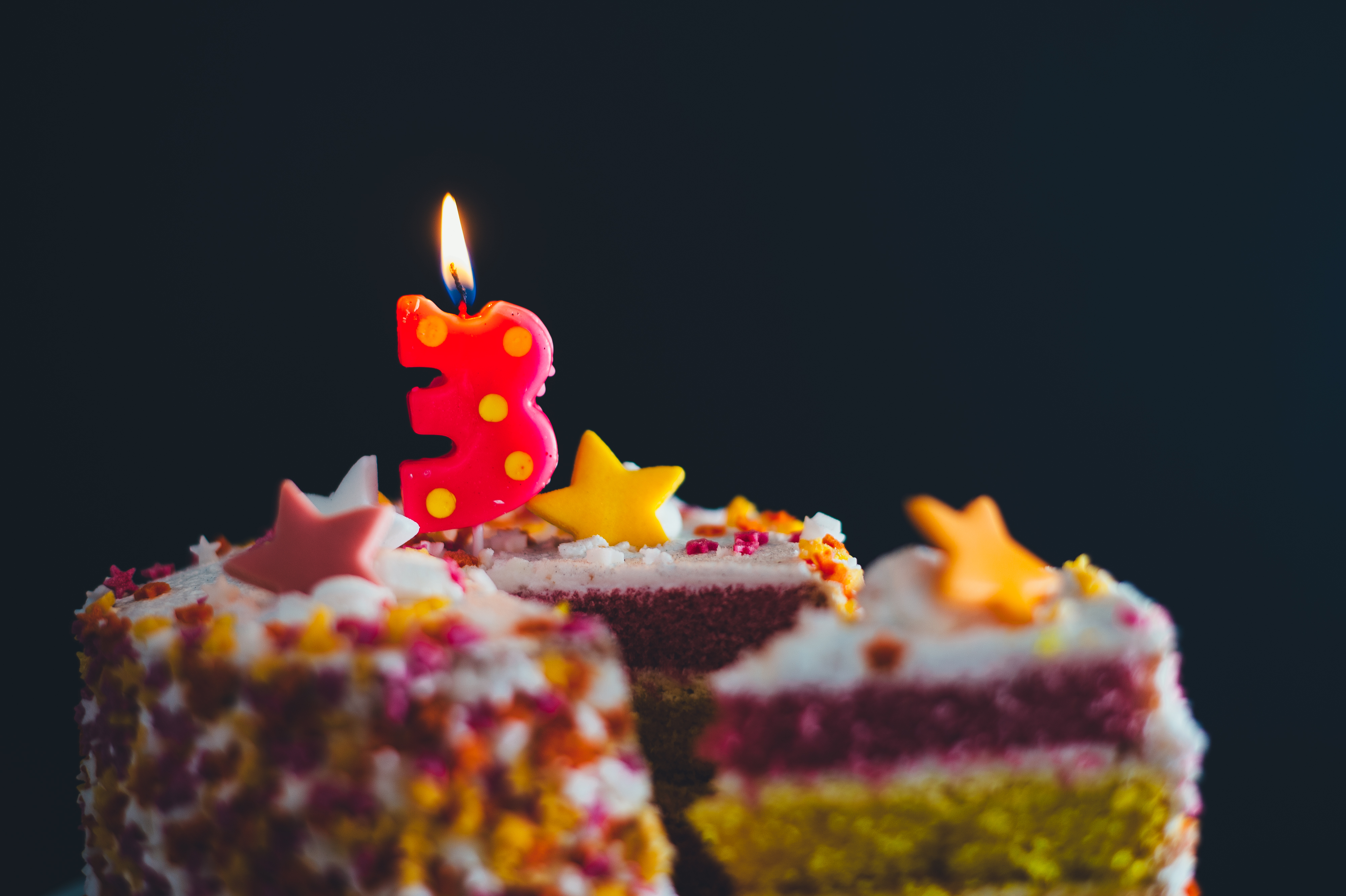
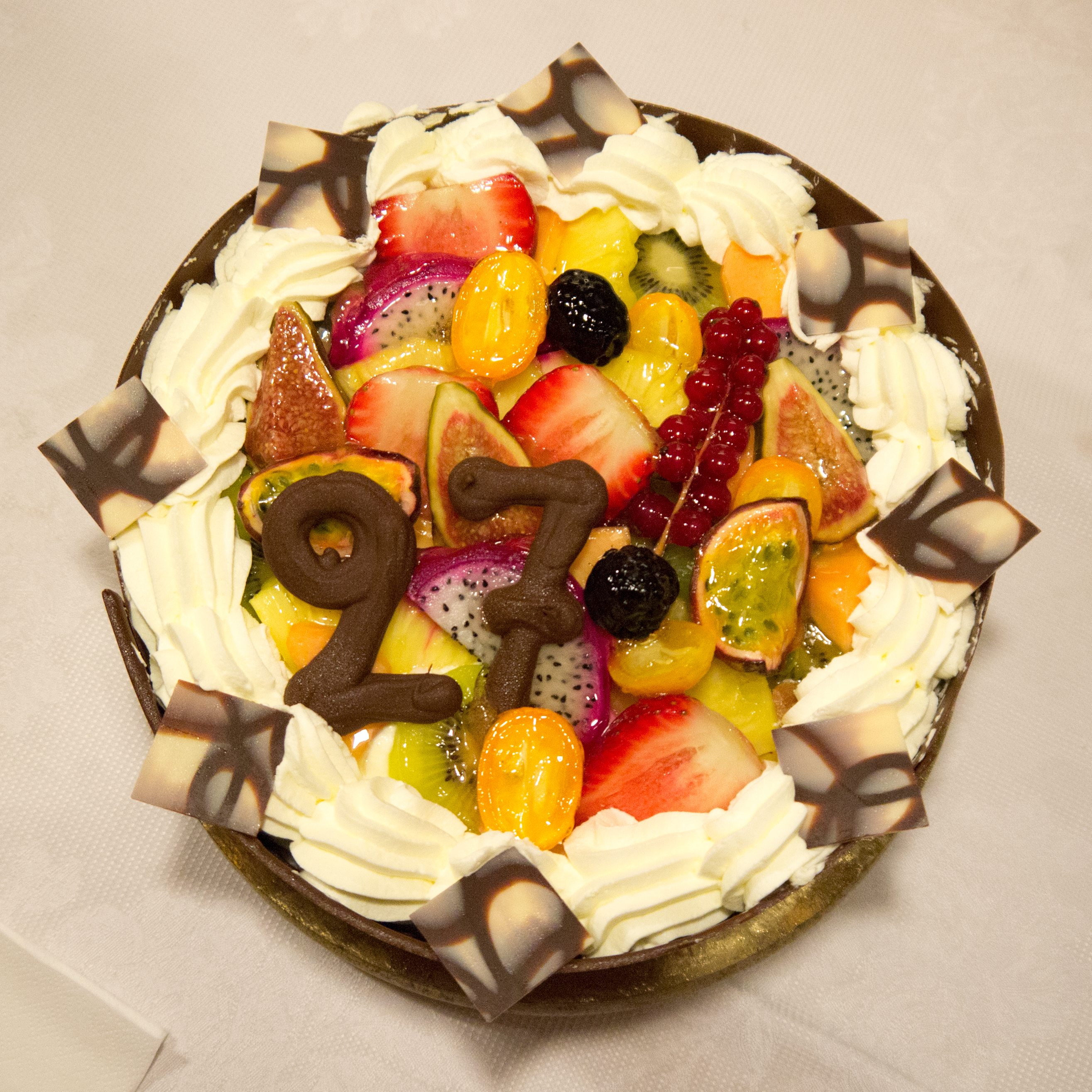
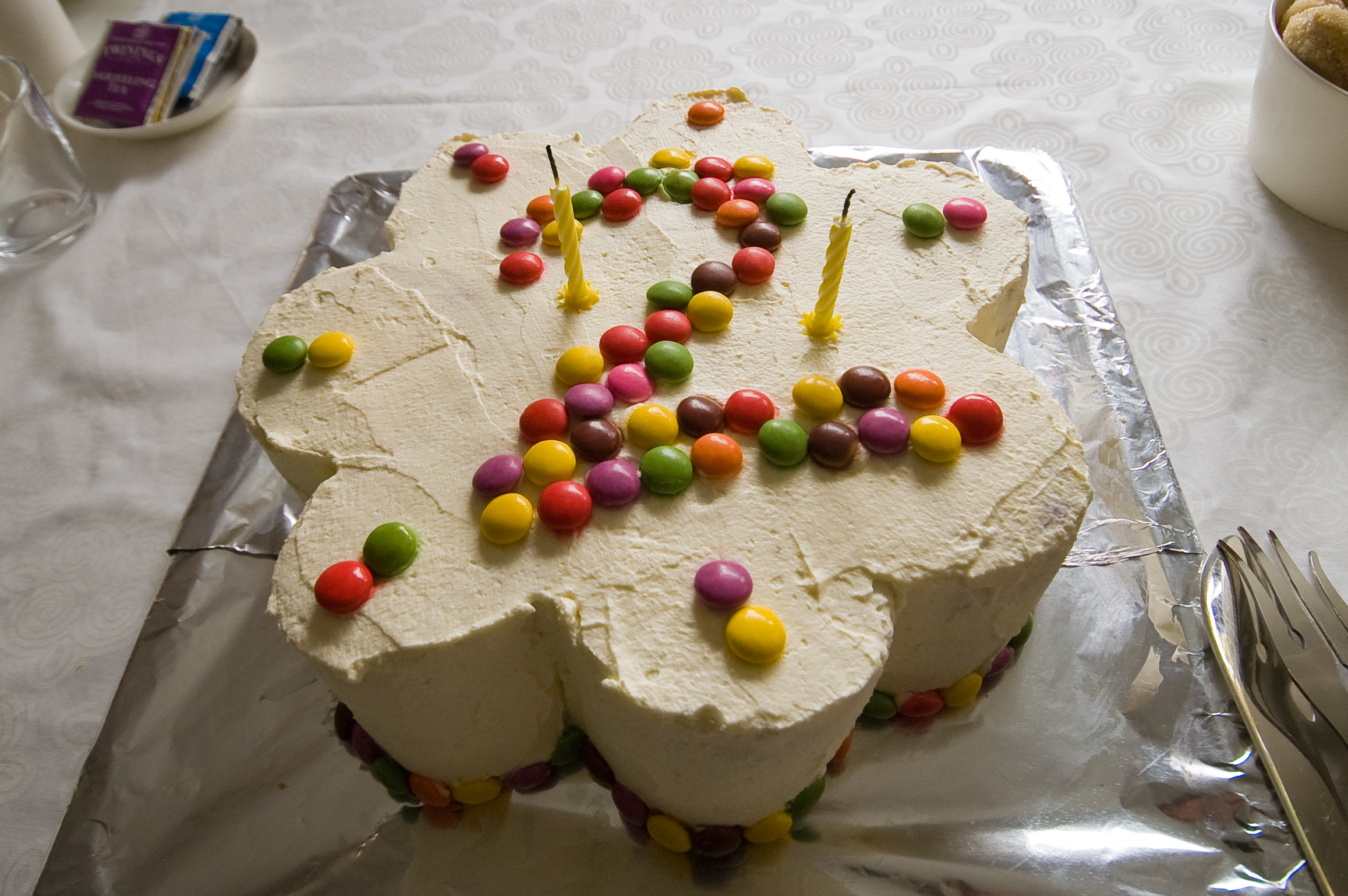
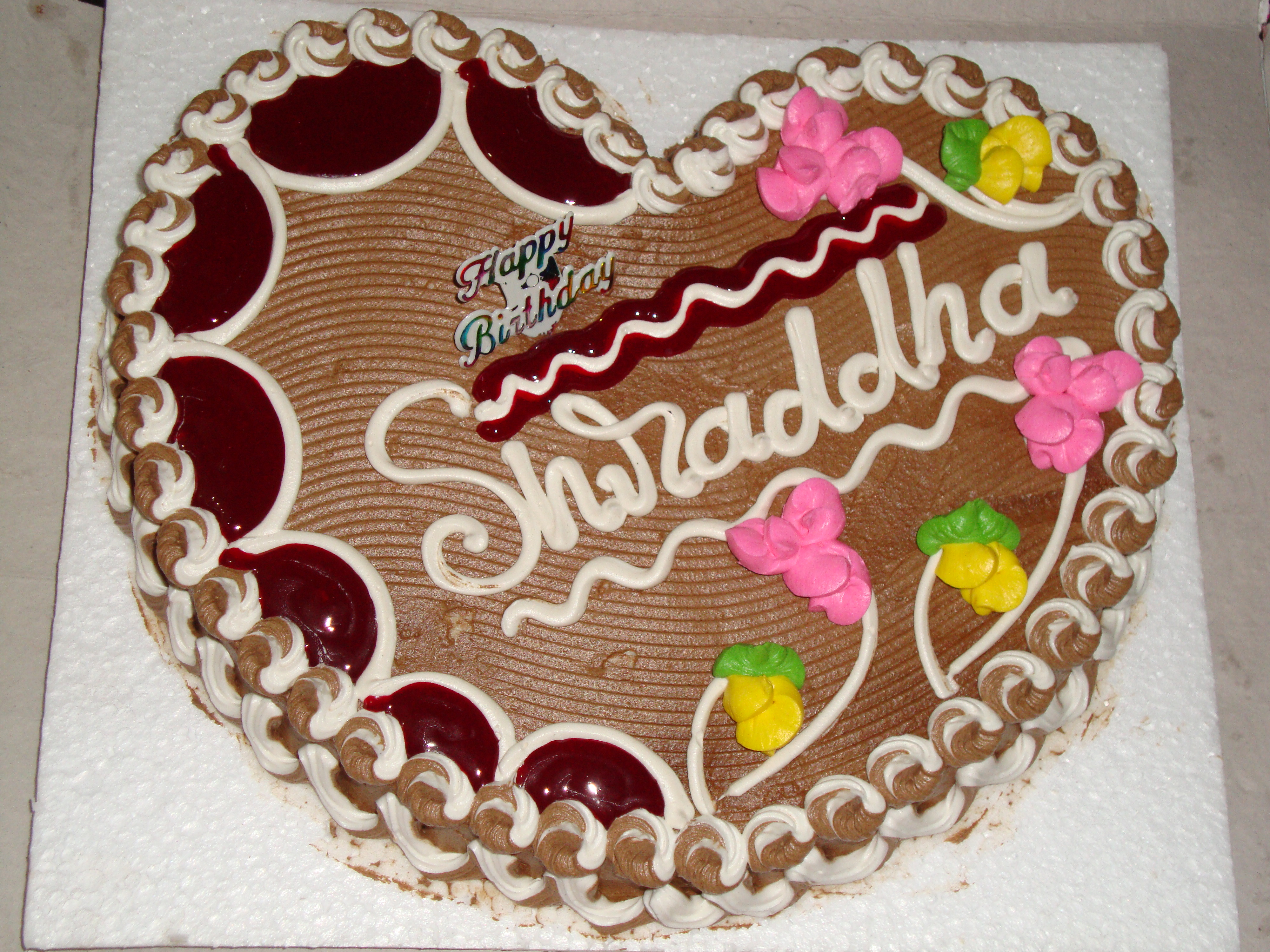
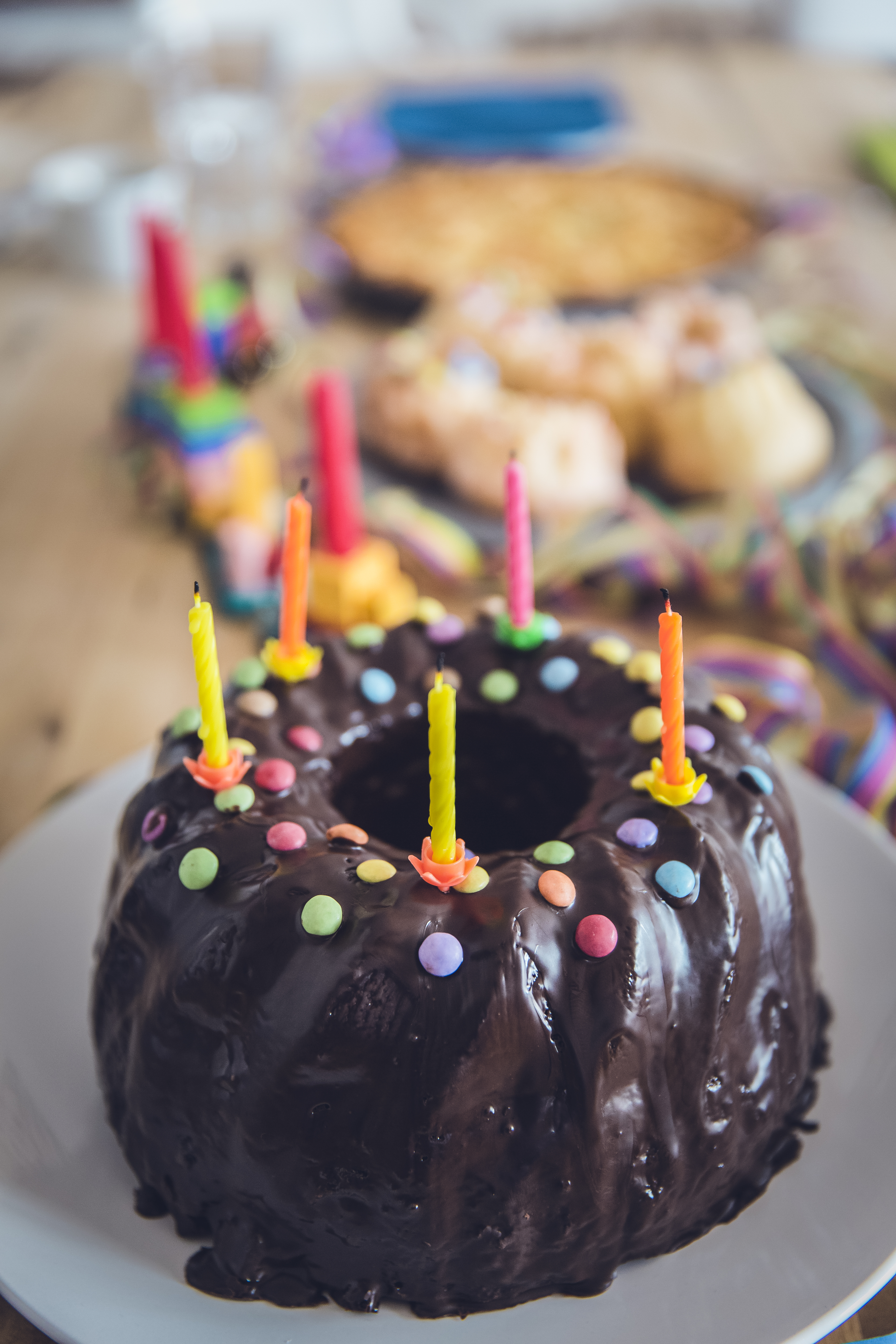
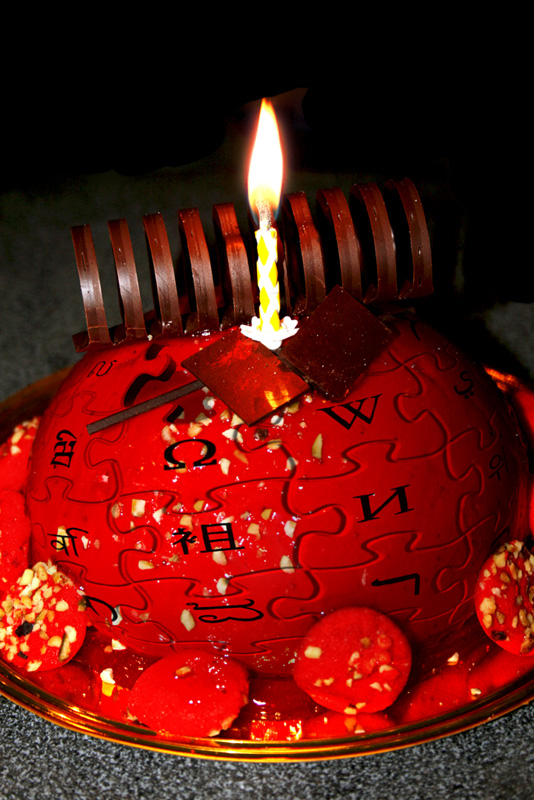
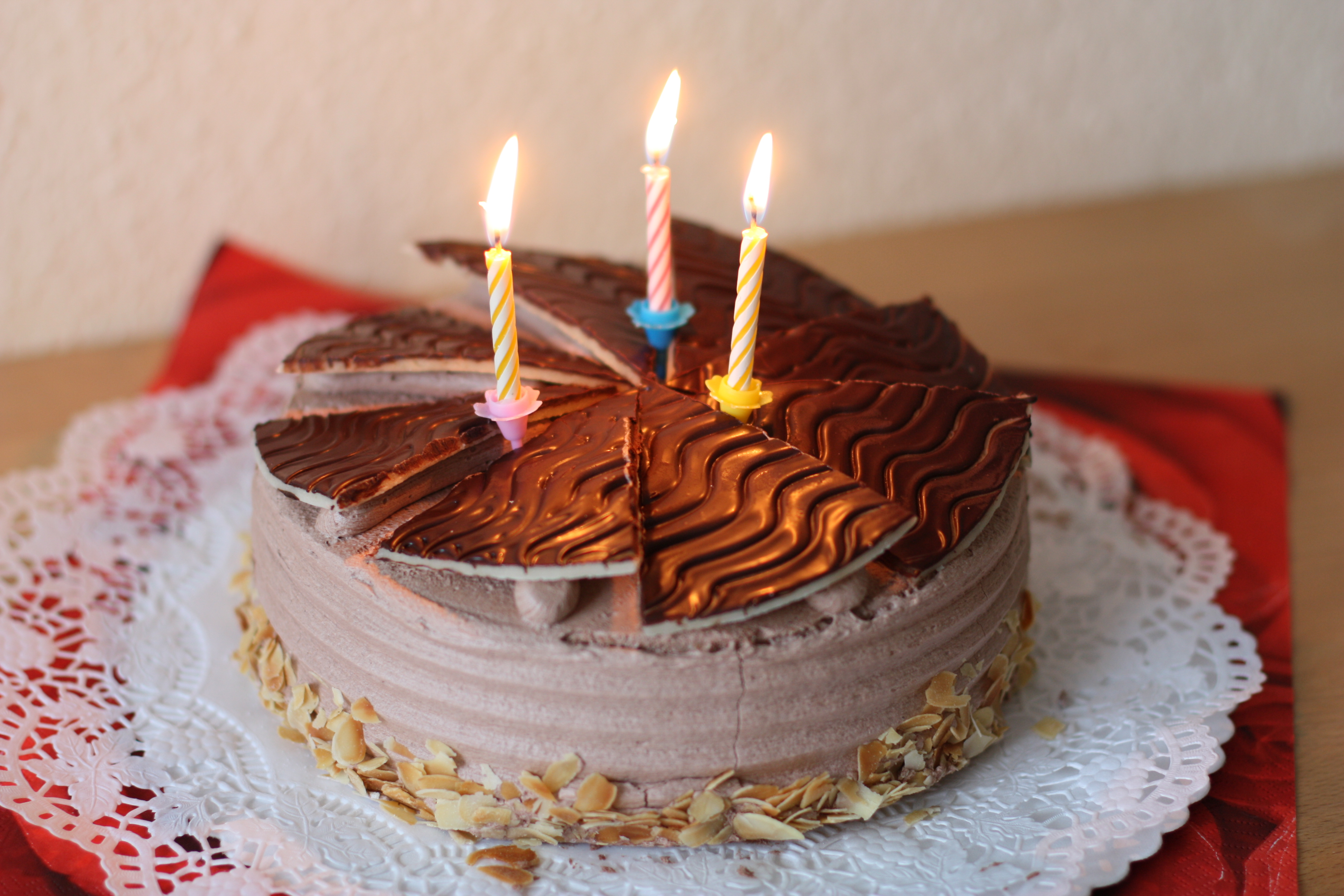
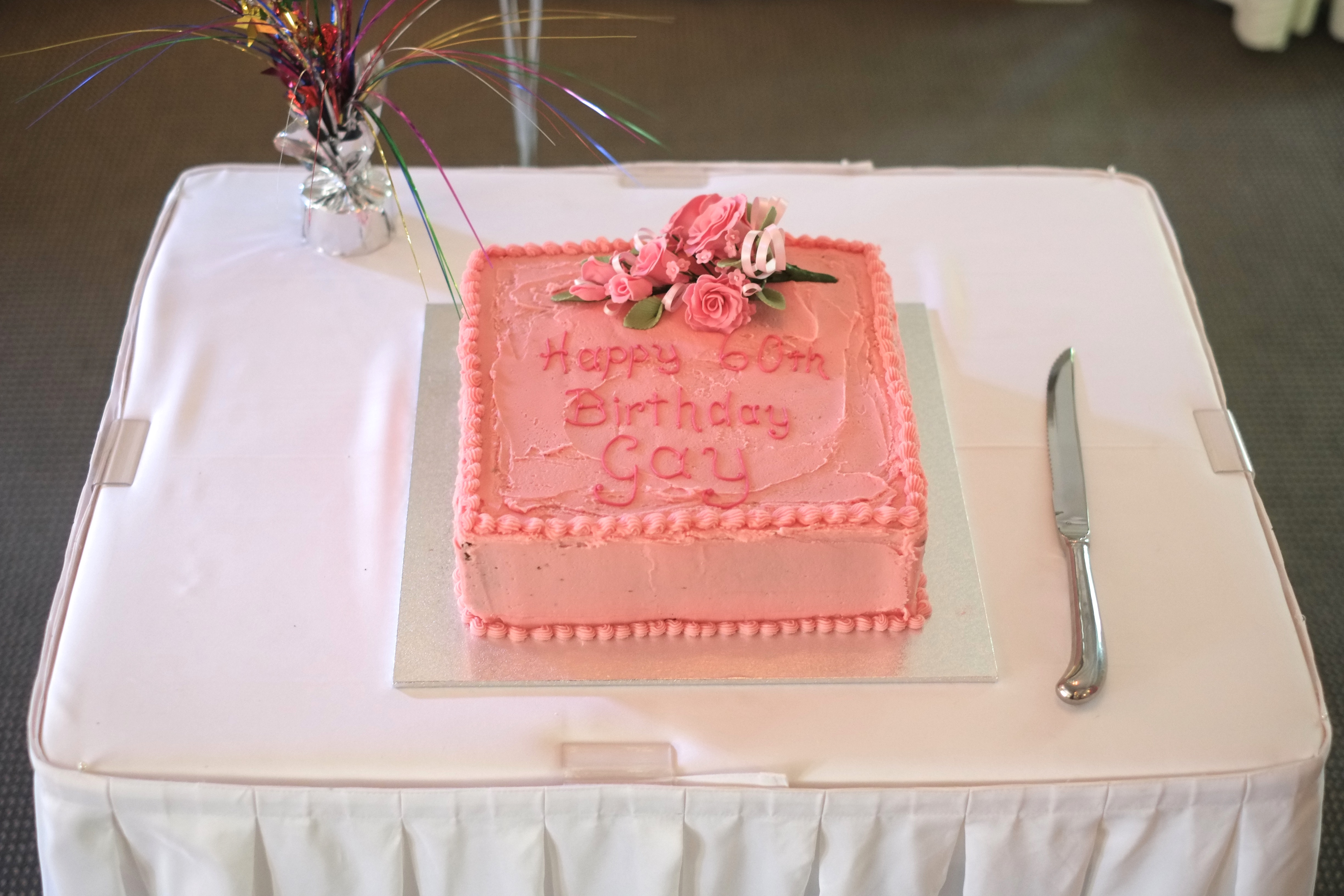
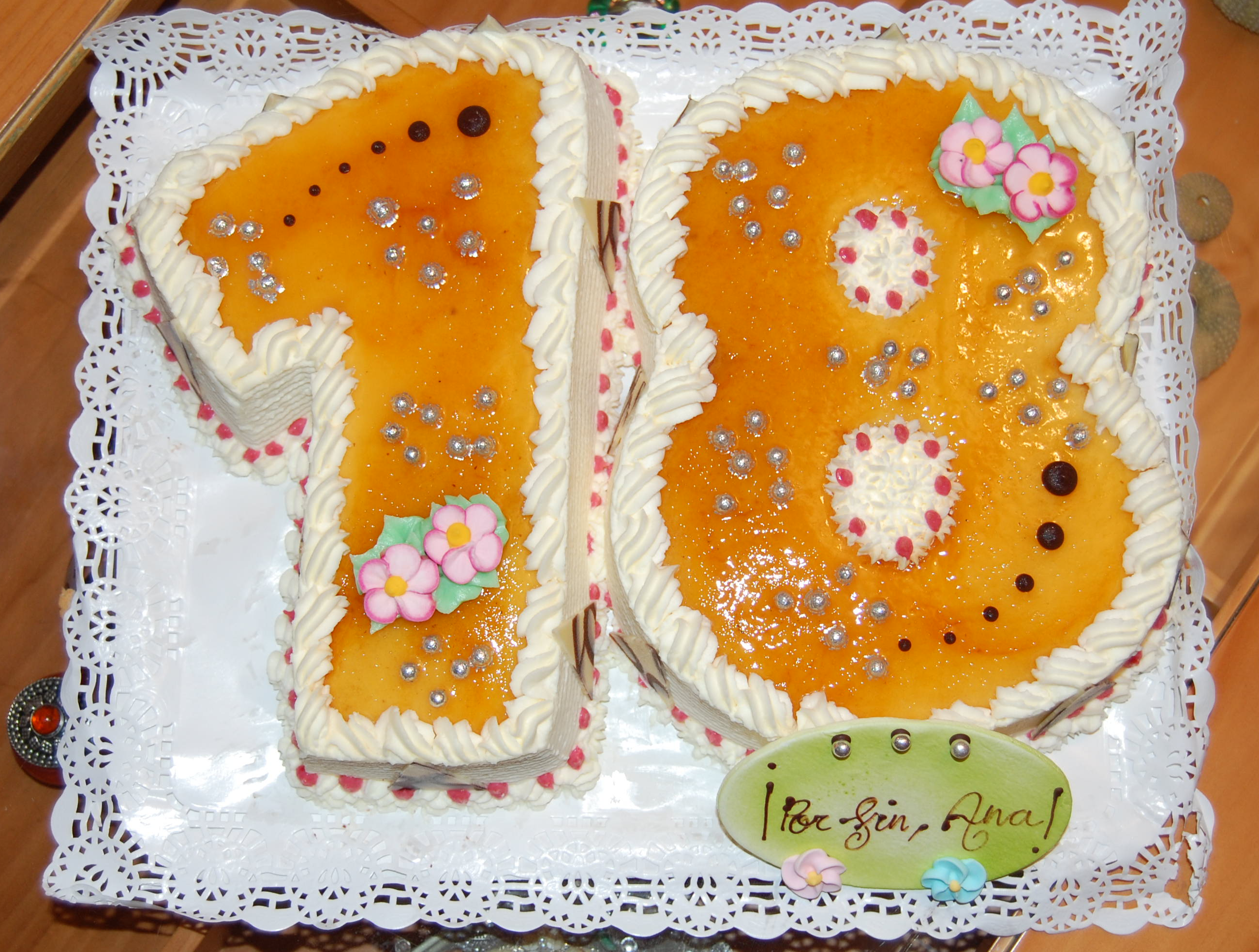
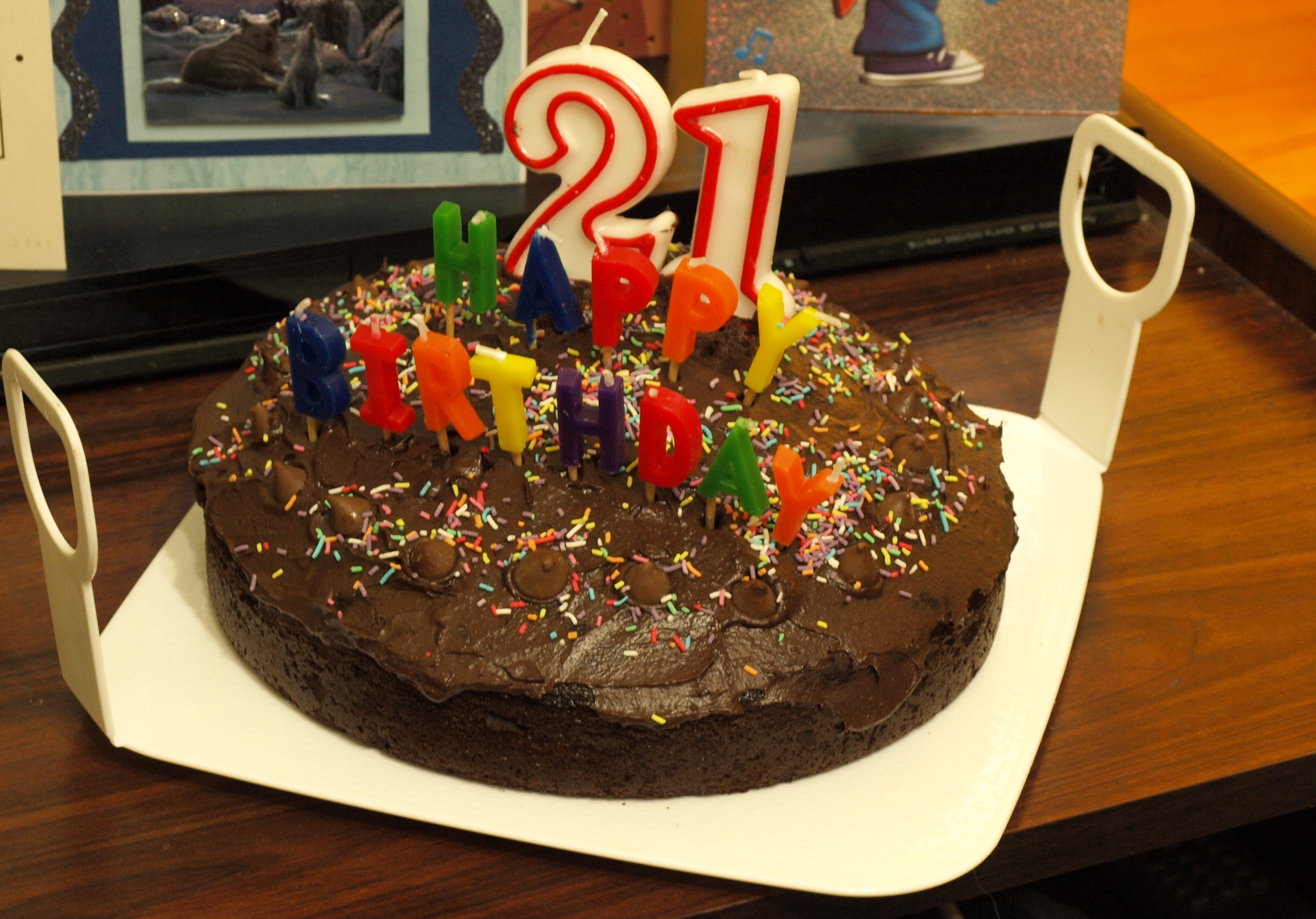
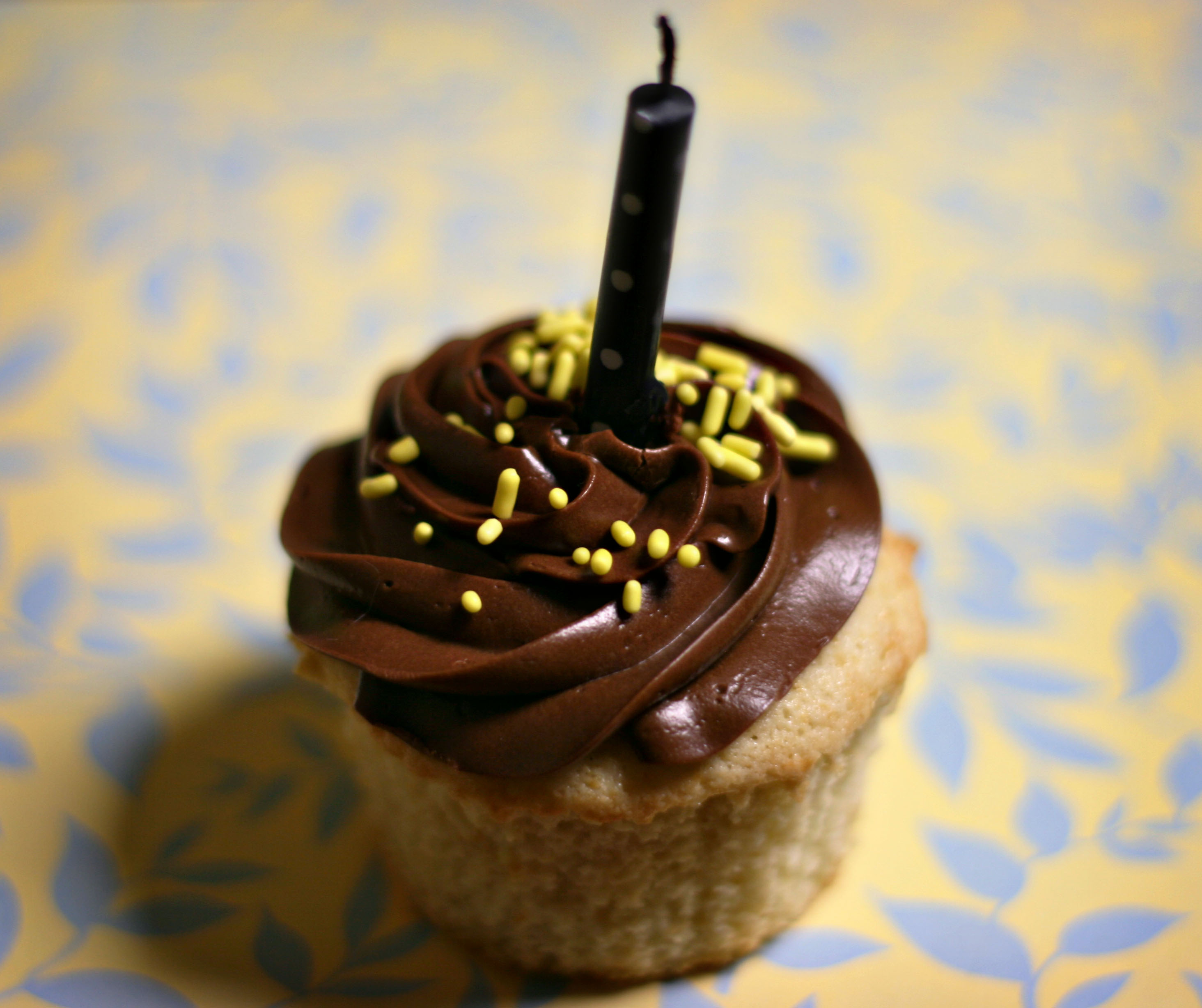
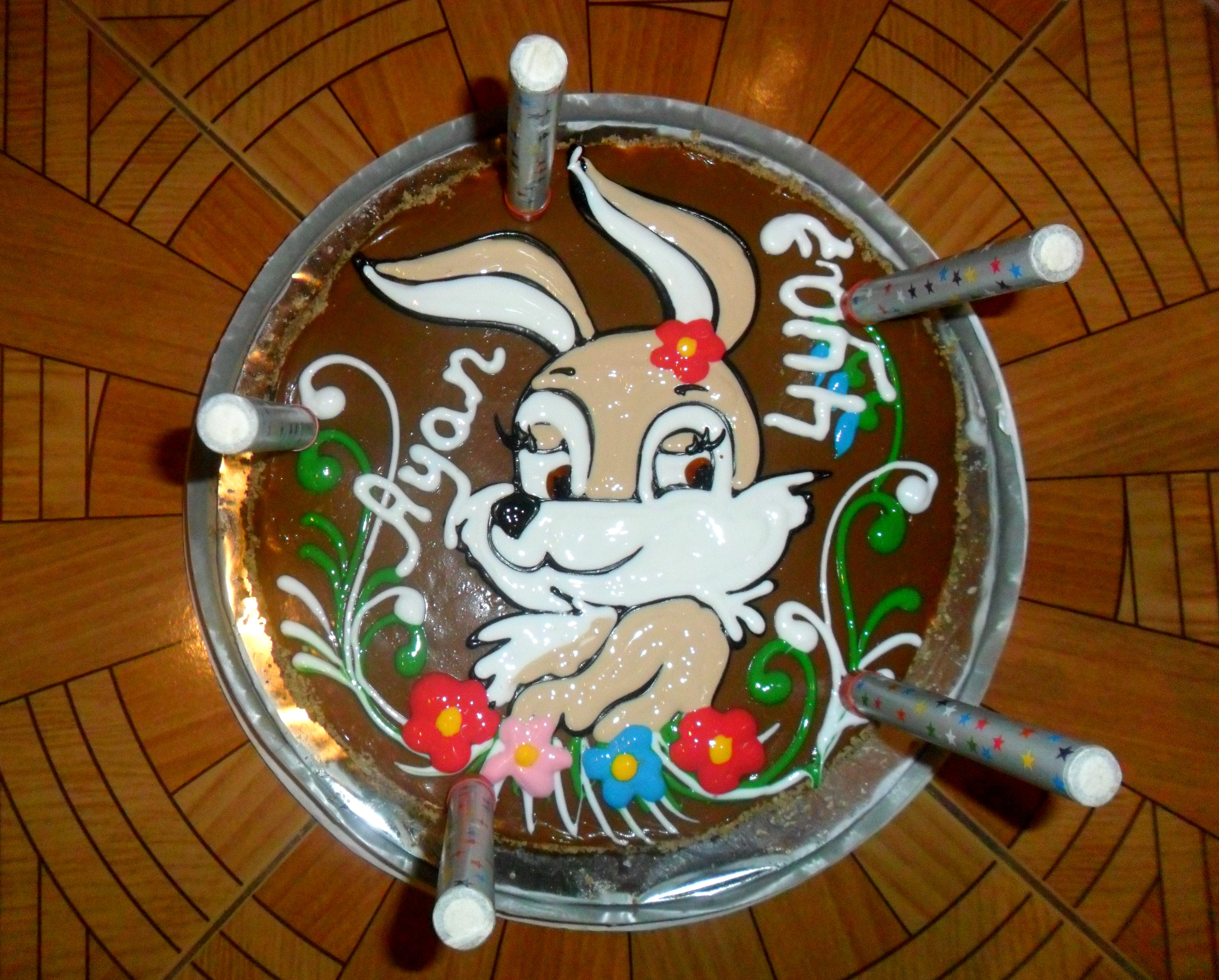

## 參看
- 祝你生日快樂
- 壽桃包
- 生日